# Santa Maria presso San Satiro
Cerkev Santa Maria presso San Satiro (Sveta Marija blizu sv. Satira) je cerkev v Milanu. Renesančna zgradba (1476-1482) je hiša zgodnje-srednjeveškega svetišča Satira, brata sv. Ambroža. Cerkev je znana po svoji navidezni apsidi, ki je zgodnji primer trompe l'oeil, pripisan arhitektu Bramanteju.

## Zgodovina
Cerkev leži na mestu preprostega bogoslužnega kraja, ki ga je zgradil nadškof Anspertus leta 879 in posvetil sv. Satiru, spovedniku in bratu svetnikov Ambroža in Marcelina. Sedanja cerkev je bila na tem mestu zgrajena med 1472 do 1482 po naročilu vojvode Galeazzo Maria Sforza. Po nekaterih virih je bil oblikovalec Donato Bramante, ki se je pred tem preselil iz Marke. Vendar pa nedavni dokumenti dokazujejo, da je imel Bramante manjšo vlogo, večino dela pa pripisujejo Amadeu, ki je zasnoval tudi fasado. Gotovo je, da je Bramante odgovoren za perspektivo v zakristiji.
Stavba ima glavno in dve stranski ladji z banjstim obokom. Nad križanjem glavne ladje in transepta je polkrožna kupola. Kor, ki sega v globino le 90 cm, zaradi glavne ceste, je bil nadomeščen z Bramantejevo perpektivično izvedbo, ki daje vtis globine in je eden od prvih primerov trompe l'oeil v zgodovini umetnosti.
Prvotno je bila notranjost okrašena z belo in zlato barvo. Stene so krasile freske Borgognoneja, sedaj prenesene v Pinakoteka Brera. Starodavni sacellum San Satiro je bil pokrit s cotto dekoracijo in obogaten s terakota portretom Mrtvega Kristusa Agostino de Fondulisa. Istega izvajalca je več terakota poprsij v zakristiji, ki je na osrednjem tlorisu, ki temelji na kapeli Portinari Sant'Eustorgio ali na Colleoni kapeli. Cerkev vsebuje oltarno sliko Ekstaza sv. Filipa Nerija (1764), delo Giuseppeja Peronija.
Zvonik je še vedno del romanske zgradbe izpred obnove v 1480-ih. Iz 15. stoletja je tudi krstilnica, ki je priložena k cerkvi.

## Zgodnje srednjeveška kapela
Prvo cerkveno zgradbo je ustanovil nadškof Ansperto iz Biassona že pred 879 in je bila kapela posvečena sv. Satiru, bratu sv. Ambroža. V testamentu je Ansperto določil, da morajo poleg cerkve zgraditi celice za menihe in hospic za romarje, pod pokroviteljstvom benediktinskega samostana sv. Ambroža. 
V devetem stoletju je bil zgrajen zvonik

## Bramantejeva cerkev
Cerkev Santa Maria je bila na tem mestu zgrajena med letoma 1476 in 1482. Čudež, zaradi katerega so jo želeli proslaviti s cerkvijo je bil: podobo Marije, ki je bila v srednjeveški kapeli, je mladi vandal z bodalom zabodel, da je začela krvaveti. Slika, ki datira v trinajsto stoletje, je danes v glavnem oltarju cerkve. Naročnik je bil sprva vojvoda Galeazzo Maria Sforza, ki je upodobljen s svojo ženo Bono Savojsko v luneti nad oltarjem. Stavbo je nato nadaljeval Ludovico il Moro z darovi vernikov in plemstva tistega časa, vodila pa sta gradnjo Gaspare Vimercati in Marquis Stanga. 
Na splošno verjamejo, da je bil oblikovalec mladi umetnik iz Urbina, ki se je pred tem preselil v Bergamo in nato v Milano: Donato Bramante. Pri njeni gradnji in okraševanju je od 1483 sodeloval tudi kipar in arhitekt Giovanni Battagio, poleg Lombardčana Giovanni Antonio Amadea.
Bramante ali morda Amedeo, tudi če majhno območje, je naredil zgradbo resnično monumentalno: vzdolžno zgradbo s tremi ladjami enake širine in transeptom, vse prekrito z mogočnimi oboki, poslikanimi s kasetiranjem, kot v baziliki svetega Andreja v Mantovi.  Na križanju ladij je okrogla kupola, značilen Bramantejev motiv. Celotna harmonija je ogrožena zaradi nezadostne širine vzhodnega konca, ker se ne more podaljšati zaradi bližine ceste, ki poteka v ozadju, je bila "raztegnjena" z iluzijo, štukaturo lažne perspektive le 95 cm v globino. Rešitev, ki velja za predhodnika vseh kasnejših primerov trompe l'oeil dejansko predstavlja primer stiacciato (sploščene) tehnike iz kiparstva v arhitekturi. V svoji popolni izdelavi perspektive, delo kaže vpliv raziskav, ki sta jih izvajala Piero della Francesca in Donatello na področju iluzionistične reprezentacije. .
Prvotno je bila celotna stavba okrašena v beli, modri in zlati in vizualni vtis je bil, da je bogata.

## Fasada
Na koncu petnajstega stoletja se je začela gradnja fasade, ki pa je bila prekinjena, ko je bilo končano le pritličje. Reliefe dell'Amadea, ki so bili vključeni, zdaj hranijo v Museo d'Arte Antica del Castello Sforzesco. Od leta 1870 je arhitekt Vandoni povišal trenutno fasado v neorenesančnem slogu.

## Opis

### Zunanjost
Cerkev Santa Maria blizu San Satira meji na kratko ozko slepo ulico med dvema stavbama. Fasada je v neorenesančnem slogu in zidana iz marmorja. Osrednji del je razdeljen na dva vodoravna pasova z vmesno polico; vsak od obeh pasov je razdeljen na tri dele, ki jih ločijo korintskih pilastri. Na spodnjem koncu v centru je portal nekoliko sklenjen ob straneh, ki ga obdajata dve monofori. Na sredini zgornjega pasu je rozeta, ob strani dve niši. Fasada se konča s preprostim trikotnim pedimentom.
Na hrbtni strani cerkve je zvonik, zgrajen v devetem stoletju v romanskem slogu. Je eden izmed najstarejših cerkvenih stolpov v Milanu, še viden v svoji prvotni obliki: struktura preprostega kvadratnega stolpa je razdeljena na štiri stopnje: spodnji del se odpira navzven z ozkimi odprtinami, drugi nivo z večjimi posameznimi okni in zgornja dva z biforami.
Kupola cerkve je sestavljena iz kritine na prisekanem stožcu, ki leži na bobnu, okrašenem z rozetami; na kupoli je visoka lanterna, ki ima na vrhu železen križ.
- Fasada
- Apsida zvonika
- Svetišče San Satiro
- Zunanjost apside
- Zvonik

### Notranjost
Notranjost cerkve Santa Maria v San Satiro ima obliko antonovega križa, z usmeritvijo severozahod-jugovzhod.
Prostor je razdeljen na tri ladje s po pet zalivi. Glavna ladja je dvakrat širša od stranskih, in  prekrita s sodastim obokom in kasetirana, edina naravna svetloba je rozeta načelu, nima drugih oken. Stranski ladji sta zajeti s transeptom. Na križarjenju je polkrožna kupola, v notranjosti bobna okrašena s terakota upodobitvami poprsij apostolov, delo Augustine de Fondulisa (1502) in osvetljena na vrhu z lanterno, ki se odpira navzven z enim lancetim lokom.
Na spodnji steni cerkve, v ladji, je lažna perspektiva 97 cm globoka, ki želi zamenjati načrtovano apsido, kar je ni bilo mogoče izdelati zaradi ceste v ozadju. Ta predstavlja tri niše na vsaki od dveh stranskih sten in v sredini, ki ima čudežno podobo Madonna in otrok. Marmorni oltar je neoklasičen. Oltar na desni strani apside ima Ekstaza sv. Filipa, Giuseppe Peronija (1764).
- Lažna perspektiva
- Lažna perspektiva od strani
- Transept in lažna perspektiva
- Estasi di San Filippo, Giuseppe Peroni (1764).

### Svetišče San Satiro
V spodnjem delu severne prečne ladje, s pogledom na Via Speronari, je starodavna zgodnjesrednjeveška kapela posvečena sv. Satiru.
Prvotna stavba, krožne oblike je zdaj vidna iz Via Speronari. To je svetišče, osrednjega tlorisa, ki po velikosti spominja na predromanske poskuse te vrste, ki spominjajo na rimske oziroma konstantinove bazilike v Sveti deželi. Notranjost ima zanimive rešitve v sklepih in  nosilnih stebrih z velikimi kapiteli. vsak steber s kapiteli je drugačen in prihajajo iz nekdanjih stavb. Tu je tudi freska ohranjena iz karolinške dobe. Na oltarju je Žalovanje za mrtvim Kristusom, Augustine de Fondulisa (1483).
- Notranjost svetišča
- Karolinška freska
- Žalovanje za mrtvim Kristusom, Agostino de Fondulis (1483)

### Zakristija
Izjemen primer renesančne arhitekture je Bramantejeva zakristija, osmerokotna, ki se zgleduje po starih zgradbah. Prostor, ki je dostopen iz desne stranske ladje se je nato spremenil v krstilnico. Kompleksna struktura vključuje zaporedje niš, izmenjaje s pilastri, okrašenimi z renesančnimi motivi. Nad galerijo so bifore. Za okras iz terakote še vedno menijo, da je de Fondulisov z glavami, ki izhajajo iz okroglih okvirjev.
- Bapttisterij
- Kipi v terakoti, Agostino de' Fondulis